# Ǒ
Ǒ (minuskule: ǒ) je speciální znak latinky, zvaný O s háčkem. Používá se v ngalštině a několik málo používaných jazycích Kamerunu (awing, bangolan, koonzime a kwanja). Lze se s ním setkat také v pchin-jinovém přepisu čínštiny.
V Unicode mají písmena Ǒ a ǒ tyto kódy:
- Ǒ U+01D1
- ǒ U+01D2